# NGC 3639
NGC 3639 ist eine Galaxie vom Hubble-Typ S? im Sternbild Löwe auf der Ekliptik. Sie ist schätzungsweise 240 Millionen Lichtjahre von der Milchstraße entfernt und hat einen Durchmesser von etwa 40.000 Lichtjahren. 

Im selben Himmelsareal befinden sich u. a. die Galaxien NGC 3626, NGC 3659, IC 685.
Das Objekt wurde am  21. Januar 1855 vom irischen Astronomen R. J. Mitchell, einem Assistenten von William Parsons, 3. Earl of Rosses entdeckt.